# Nazionale femminile di pallavolo della Slovenia
La nazionale femminile di pallavolo della Slovenia è una squadra europea composta dalle migliori giocatrici di pallavolo della Slovenia ed è posta sotto l'egida della Federazione pallavolistica della Slovenia.

## Rosa
Segue la rosa delle giocatrici convocate per l'European Golden League 2024.
| N° | Nome                  | Ruolo | Data di nascita  | Squadra        |
| -- | --------------------- | ----- | ---------------- | -------------- |
| 1  | Nina Svetina          | O     | 8 marzo 2005     | Flip-Flop      |
| 4  | Maša Pucelj           | S     | 24 gennaio 2006  | Kamnik         |
| 5  | Lorena Lorber Fijok   | S     | 17 febbraio 2003 | Thīras         |
| 7  | Žana Zdovc Sporer     | S     | 22 marzo 2002    | Gorica         |
| 9  | Mija Šiftar           | S     | 9 febbraio 2006  | Mulhouse       |
| 10 | Sara Najdič           | P     | 17 dicembre 1994 | Kamnik         |
| 11 | Mirta Velikonja Grbac | C     | 3 dicembre 1998  | Lugoj          |
| 12 | Tara Filipič          | L     | 14 giugno 2006   | Flip-Flop      |
| 13 | Nika Milošič          | C     | 20 giugno 2005   | Branik         |
| 15 | Anja Mazej            | L     | 4 gennaio 2000   | Gorica         |
| 17 | Nika Markovič         | S     | 5 maggio 1997    | Rapid Bucarest |
| 18 | Saša Planinšec        | C     | 2 giugno 1995    | Jiangxi        |
| 20 | Ajda Gornjec Hodnik   | C     | 1º ottobre 2005  | Flip-Flop      |
| 21 | Žana Halužan Sagadin  | P     | 9 giugno 2004    | Formis         |
| 27 | Isa Ramić             | O     | 18 febbraio 2004 | Branik         |
| 29 | Urška Cikač           | L     | 13 maggio 2004   | Branik         |

## Risultati

### Competizioni CEV
| 1949 | non esistente   | -            |
| 1950 | non esistente   | -            |
| 1951 | non esistente   | -            |
| 1955 | non esistente   | -            |
| 1958 | non esistente   | -            |
| 1963 | non esistente   | -            |
| 1967 | non esistente   | -            |
| 1971 | non esistente   | -            |
| 1975 | non esistente   | -            |
| 1977 | non esistente   | -            |
| 1979 | non esistente   | -            |
| 1981 | non esistente   | -            |
| 1983 | non esistente   | -            |
| 1985 | non esistente   | -            |
| 1987 | non esistente   | -            |
| 1989 | non esistente   | -            |
| 1991 | non esistente   | -            |
| 1993 | non qualificata | -            |
| 1995 | non qualificata | -            |
| 1997 | non qualificata | -            |
| 1999 | non qualificata | -            |
| 2001 | non qualificata | -            |
| 2003 | non qualificata | -            |
| 2005 | non qualificata | -            |
| 2007 | non qualificata | -            |
| 2009 | non qualificata | -            |
| 2011 | non qualificata | -            |
| 2013 | non qualificata | -            |
| 2015 | 16º posto       | Convocazioni |
| 2017 | non qualificata | -            |
| 2019 | 16º posto       | Convocazioni |
| 2021 | non qualificata | -            |
| 2023 | 20º posto       | Convocazioni |

| 2009 | non qualificata | -            |
| 2010 | non qualificata | -            |
| 2011 | non qualificata | -            |
| 2012 | non qualificata | -            |
| 2013 | non qualificata | -            |
| 2014 | 7º posto        | Convocazioni |
| 2015 | non qualificata | -            |
| 2016 | 3º posto        | Convocazioni |
| 2017 | non qualificata | -            |
| 2018 | non qualificata | -            |
| 2019 | non qualificata | -            |
| 2021 | non qualificata | -            |
| 2022 | non qualificata | -            |
| 2023 | non qualificata | -            |
| 2024 | 10º posto       | Convocazioni |
| 2025 | 5º posto        | Convocazioni |

| 2018 | non qualificata | -            |
| 2019 | 2º posto        | Convocazioni |
| 2021 | 3º posto        | Convocazioni |
| 2022 | 3º posto        | Convocazioni |
| 2023 | non qualificata | -            |
| 2024 | non qualificata | -            |
| 2025 | non qualificata | -            |

### Competizioni zonali
| 1975 | non esistente   | -            |
| 1979 | non esistente   | -            |
| 1983 | non esistente   | -            |
| 1987 | non esistente   | -            |
| 1991 | non qualificata | -            |
| 1993 | 6º posto        | Convocazioni |
| 1997 | non qualificata | -            |
| 2001 | non qualificata | -            |
| 2005 | non qualificata | -            |
| 2009 | non qualificata | -            |
| 2013 | 4º posto        | Convocazioni |
| 2018 | 7º posto        | Convocazioni |
| 2024 | non qualificata | -            |